# Stenoplastis
Stenoplastis is een geslacht van vlinders van de familie tandvlinders (Notodontidae), uit de onderfamilie Dioptinae.

## Soorten
- S. aborta Dognin, 1913
- S. albicuneata Dognin, 1910
- S. albiplaga Warren, 1897
- S. aterrima Dognin, 1913
- S. carderi Druce, 1899
- S. coras Druce, 1893
- S. decorata Dognin, 1909
- S. empheres Prout, 1918
- S. euchonthoides Prout, 1918
- S. eximia Warren, 1909
- S. flavibasis Hering, 1925
- S. flavinigra Dognin, 1910
- S. grandimacula Dognin, 1902
- S. jipiro Dognin, 1893
- S. opaca Hering, 1925
- S. pellucida Dognin, 1910
- S. persimilis Dognin, 1913

- S. rubribasis Hering, 1925
- S. satyroides Felder, 1874
- S. semisocia Dognin, 1914
- S. subalba Walker, 1859
- S. subcaesia Prout, 1918
- S. subcoerulea Warren, 1901
- S. unifascia Hering, 1925